# Страшево (Ленинградская область)
Страшево — деревня в Колчановском сельском поселении Волховского района Ленинградской области.

## История
Деревня Страшева упоминается на карте Санкт-Петербургской губернии Ф. Ф. Шуберта 1834 года, а близ неё усадьба помещика Бестужева.

СТРАШЕВО — деревня принадлежит штык-юнкерше Головиной, майору Каменскому и коллежскому советнику Унковскому, число жителей по ревизии: 24 м. п., 16 ж. п.. (1838 год)

На карте Ф. Ф. Шуберта 1844 года отмечена деревня Страшево.

СТРАШЕВА — деревня господ Коханова и Каменского, по просёлочной дороге, число дворов — 4, число душ — 21 м. п. (1856 год)

СТРАШЕВО — деревня владельческая при реке Сяси, число дворов — 6, число жителей: 21 м. п., 18 ж. п. (1862 год)

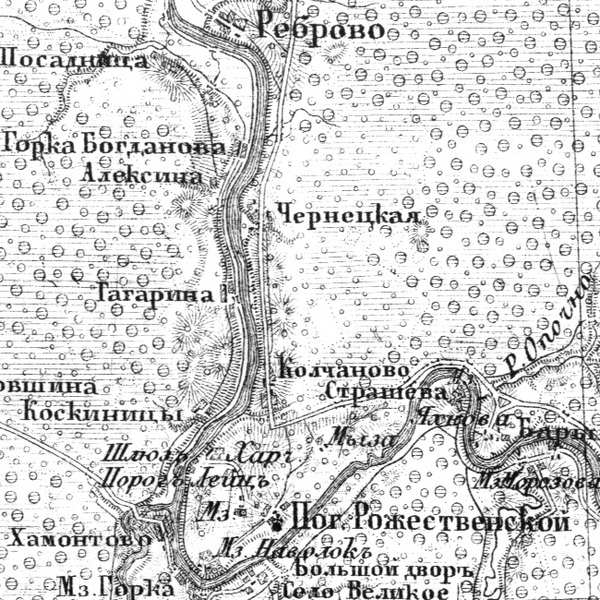
Деревня Страшево на карте Ф. Ф. Шуберта 1872 года

В конце XIX — начале XX века деревня административно относилась к Хамонтовской волости 2-го стана Новоладожского уезда Санкт-Петербургской губернии.
По данным «Памятной книжки Санкт-Петербургской губернии» за 1905 год деревня называлась Стражево и входила в состав Хамонтовского сельского общества.
Согласно военно-топографической карте Петроградской и Новгородской губерний издания 1915 года деревня называлась Страшева.
С 1917 по 1923 год деревня Страшево входила в состав Морозовского сельсовета Колчановской волости Новоладожского уезда.
С 1923 года в составе Яхновского сельсовета Волховского уезда.
С 1927 года в составе Волховского района.
С 1928 года в составе Колчановского сельсовета. В 1928 году население деревни Страшево составляло 100 человек.
По данным 1933 года деревня называлась Страшево и входила в состав Колчановского сельсовета Волховского района.
С 1946 года в составе Новоладожского района.
В 1958 году население деревни Страшево составляло 63 человека.
С 1963 года в составе Волховского района.
По данным 1966, 1973 и 1990 годов деревня Страшево также входила в состав Колчановского сельсовета.
В 1997 году в деревне Страшево Колчановской волости проживали 2 человека, в 2002 году — 4 человека (все русские).
В 2007 году в деревне Страшево Колчановского СП не было постоянного населения, в 2010 году — проживал 1 человек.

## География
Деревня расположена в центральной части района на левом берегу реки Сясь.
На противоположном берегу проходит автодорога 41К-056 (Сясьстрой — Колчаново — Усадище). Расстояние до административного центра поселения — 5 км.
Расстояние до ближайшей железнодорожной платформы Хамонтово (141 км) — 7 км.

## Демография
| 1838 | 1862 | 1997 | 2002 | 2007 | 2010 | 2013 |
| ---- | ---- | ---- | ---- | ---- | ---- | ---- |
| 40   | ↘39  | ↘2   | ↗4   | ↘0   | ↗1   | ↗2   |
| 2017 |      |      |      |      |      |      |
| →2   |      |      |      |      |      |      |

### Национальный состав
По данным Всероссийской переписи населения 2021 года в деревне проживали 2 человека, все армяне.